# Mali Dmîtrovîci, Obuhiv
Mali Dmîtrovîci (în ucraineană Малі Дмитровичі) este un sat în comuna Velîki Dmîtrovîci din raionul Obuhiv, regiunea Kiev, Ucraina. În secolul al XIX-lea, satul făcea parte din volostul Velîki Dmîtrovîci, uezdul Kiev.

## Demografie
Componența lingvistică a localității Mali Dmîtrovîci
     Ucraineană (99,39%)
     Alte limbi (0,61%)
Conform recensământului din 2001, majoritatea populației localității Mali Dmîtrovîci era vorbitoare de ucraineană (99,39%), existând în minoritate și vorbitori de alte limbi.